# Jonathan Quarcoo
Jonathan Quarcoo (ur. 13 października 1996 w Bodø) – norweski lekkoatleta, sprinter, brązowy medalista młodzieżowych mistrzostw Europy z 2017.
Uczestnik mistrzostw świata juniorów w Eugene (2014), gdzie zajął dalsze pozycje. Rok później w Eskilstunie na europejskim czempionacie juniorów uplasował się tuż za podium w biegu na 100 metrów. Brązowy medalista młodzieżowych mistrzostw Europy z Bydgoszczy (2017) w biegu na 100 metrów oraz czwarty na dystansie dwukrotnie dłuższym.
Wielokrotny złoty medalista mistrzostw Norwegii oraz reprezentant kraju w drużynowych mistrzostwach Europy.
Rekordy życiowe: bieg na 60 metrów – 6,68 (3 lutego 2018, Bærum oraz 11 lutego 2018, Uppsala), bieg na 100 metrów – 10,22 (5 lipca 2018, Oslo) / 10,17w (6 lipca 2017, Oslo; bieg na 200 metrów – 20,39 (15 lipca 2017, Bydgoszcz). Rekordy w biegach na 100 metrów są aktualnymi rekordami Norwegii w kategorii młodzieżowców.

## Osiągnięcia
| Rok  | Impreza                              | Miejsce    | Konkurencja             | Lokata      | Wynik  |
| ---- | ------------------------------------ | ---------- | ----------------------- | ----------- | ------ |
| 2014 | Mistrzostwa świata juniorów          | Eugene     | bieg na 100 metrów      | 36. miejsce | 21,50  |
| 2014 | Mistrzostwa świata juniorów          | Eugene     | sztafeta 4 × 100 metrów | 11. miejsce | 40,62  |
| 2015 | Mistrzostwa Europy juniorów          | Eskilstuna | bieg na 100 metrów      | 4. miejsce  | 10,99w |
| 2015 | Mistrzostwa Europy juniorów          | Eskilstuna | sztafeta 4 × 100 metrów | –           | DQ     |
| 2016 | Mistrzostwa Europy                   | Amsterdam  | sztafeta 4 × 100 metrów | 10. miejsce | 39,35  |
| 2017 | I liga drużynowych mistrzostw Europy | Vaasa      | bieg na 100 metrów      | 1. miejsce  | 10,35  |
| 2017 | I liga drużynowych mistrzostw Europy | Vaasa      | sztafeta 4 × 100 metrów | 3. miejsce  | 39,91  |
| 2017 | Młodzieżowe mistrzostwa Europy       | Bydgoszcz  | bieg na 100 metrów      | 3. miejsce  | 10,29  |
| 2017 | Młodzieżowe mistrzostwa Europy       | Bydgoszcz  | bieg na 200 metrów      | 4. miejsce  | 20,80  |
| 2018 | Mistrzostwa Europy                   | Berlin     | bieg na 100 metrów      | półfinał    | 10,45  |
| 2018 | Mistrzostwa Europy                   | Berlin     | bieg na 200 metrów      | półfinał    | 21,07  |